# Pascoal Novaes
Pascoal Novaes Cayres, ou apenas Pascoal Novaes, (Presidente Venceslau, 17 de abril de 1949 – Ariquemes, 19 de outubro de 2014) foi um empresário, agropecuarista e político brasileiro, outrora deputado federal por Rondônia.

## Dados biográficos
Filho de João B. Cayres e Maria Novaes A. Ferreira. Empresário do ramo agropecuário e do setor madeireiro, elegeu-se deputado federal pelo PTB em 1990, votou a favor do impeachment de Fernando Collor em 1992, abandonando a política ao final do mandato.
Faleceu em Ariquemes, de causas naturais.